# Platanthera brevifolia
Platanthera brevifolia là một loài thực vật có hoa trong họ Lan. Loài này được (Greene) Senghas miêu tả khoa học đầu tiên năm 1973.